# إيفان نايدينوف
إيفان نايدينوف (بالبلغارية: Иван Найденов)‏ هو لاعب كرة قدم بلغاري في مركز الوسط، ولد في 26 أكتوبر 1981 في سيليسترا في بلغاريا. لعب مع سلافيا صوفيا ونادي سبارتاك فارنا.